# Piper laguna-cochanum
Piper laguna-cochanum är en pepparväxtart som beskrevs av Trel. & Yunck.. Piper laguna-cochanum ingår i släktet Piper och familjen pepparväxter. Inga underarter finns listade i Catalogue of Life.